# Ösvényes
Ösvényes (1899-ig Ochodnicza, szlovákul Ochodnica) község Szlovákiában, a Zsolnai kerületben, a Kiszucaújhelyi járásban.

## Fekvése
Zsolnától 15 km-re északra található.

## Története
Területén már a bronzkorban éltek emberek, a lausitzi kultúra települése állt itt.
A falu a 16. század második felében a vlach jog alapján keletkezett, a budatíni váruradalom területén, Újhelymogyoród határában. Első írásos említése 1569-ből származik. 1598-ban 9 ház állt a településen. A 17. század elején lakosainak száma lényegesen csökkent, 1608-ban csak egy parasztház állt a faluban. 1663-ban malmot említenek a településen. A 18. században már három malma és sörfőzdéje is volt. Története során több birtokossal is rendelkezett. 1784-ben 175 házában 183 család és 988 lakos élt. Plébániáját 1789-ben, egyházi iskoláját 1790-ben alapították. 1791-ben szentelték fel Szent Zsófia tiszteletére új templomát.
A 18. század végén Vályi András így ír róla: „OCHODNICZA. Tót falu Trentsén Várm. földes Ura H. Eszterházy Uraság, lakosai katolikusok, fekszik Újhelynek szomszédságában, földgye közép termékenységű, fája, és legelője van.”
1828-ban 187 háza és 1462 lakosa volt. Lakói főként mezőgazdasággal, állattartással, drótozással, zsindelykészítéssel, méhészettel foglalkoztak. 1831-ben a kolerajárványnak 109 lakos esett áldozatul.
Fényes Elek 1851-ben kiadott geográfiai szótárában így ír a faluról: „Ochodnicza, tót falu, Trencsén vmegyében, a Kisucza vize mellett: 1500 kath. lak. Kath. paroch. templom. Ez is a budetini uradalomhoz tartozik. Ut. p. Csácsa.”
1872-ben felépült a ma is álló katolikus templom. A trianoni békéig Trencsén vármegye Kiszucaújhelyi járásához tartozott.
Tűzoltó egyesületét 1925-ben, könyvtárát 1929-ben alapították. 1941-ben bevezették a villanyt a településen. A második világháború alatt határában élénk partizán tevékenység folyt. 1945. május 1-jén foglalta el a Vörös Hadsereg. 1953-ban felépült a kultúrház és megnyílt a mozi a településen. 1955-ben új iskola épült. 1970-ben új híd épült a Kiszucán.

## Népessége
| Év:            | 1994. | 2004.   | 2014.   | 2024.   |
| -------------- | ----- | ------- | ------- | ------- |
| Emberek száma: | 2027  | 2017    | 1932    | 1933    |
| Eltérés:       |       | -0,49 % | -4,21 % | +0,05 % |

| Év:            | 2023. | 2024.   |
| -------------- | ----- | ------- |
| Emberek száma: | 1933  | 1933    |
| Eltérés:       |       | +1,42 % |

1910-ben 1329 lakosából 1309 szlovák és 14 magyar anyanyelvű volt.
1938-ban 385 háza és 2164 lakosa volt.
2001-ben 2012 lakosából 1994 szlovák volt.
2011-ben 1933 lakosából 1864 szlovák volt.
2021-ben 1922 lakosából 1865 (+6) szlovák, 2 (+1) magyar, (+2) ruszin, 15 (+1) egyéb és 40 ismeretlen nemzetiségű volt.

## Nevezetességei
- Szent Márton tiszteletére szentelt római katolikus temploma 1872-ben épült. Oltárképe a korábbi templomból való, 1837-ben készült.
- Késő klasszicista kápolnája a 19. század második felében épült.
- A falu felső részén található a Vajcovka nevű ásványvízforrás.